# Sport-Club Freiburg 1998-1999
Questa voce raccoglie le informazioni riguardanti lo Sport-Club Freiburg nelle competizioni ufficiali della stagione 1998-1999.

## Stagione
Nella stagione 1998-1999 il Friburgo, allenato da Volker Finke, concluse il campionato di Bundesliga al 12º posto. In Coppa di Germania il Friburgo fu eliminato al secondo turno dal Siegen.

## Rosa
| N. |                     | Ruolo | Calciatore          |
| -- | ------------------- | ----- | ------------------- |
| 1  | Germania (bandiera) | P     | Richard Golz        |
| 2  | Germania (bandiera) | D     | Daniel Schumann     |
| 3  | Georgia (bandiera)  | C     | Levan Tskitishvili  |
| 4  | Germania (bandiera) | D     | Torben Hoffmann     |
| 5  | Germania (bandiera) | D     | Jörn Schwinkendorf  |
| 6  | Germania (bandiera) | D     | Steffen Korell      |
| 7  | Tunisia (bandiera)  | C     | Zoubaïer Baya       |
| 8  | Tunisia (bandiera)  | C     | Marouene Guezmir    |
| 9  | Georgia (bandiera)  | A     | Aleksandre Iashvili |
| 10 | Georgia (bandiera)  | C     | Levan K'obiashvili  |
| 11 | Germania (bandiera) | C     | Marco Weißhaupt     |
| 12 | Germania (bandiera) | C     | Ralf Kohl           |
| 13 | Germania (bandiera) | D     | Stefan Müller       |
| 14 | Slovenia (bandiera) | C     | Miran Pavlin        |

| N. |                     | Ruolo | Calciatore        |
| -- | ------------------- | ----- | ----------------- |
| 16 | Germania (bandiera) | D     | Lars Hermel       |
| 17 | Mali (bandiera)     | D     | Boubacar Diarra   |
| 18 | Tunisia (bandiera)  | A     | Mehdi Ben Slimane |
| 20 | Croazia (bandiera)  | D     | Damir Burić       |
| 22 | Germania (bandiera) | A     | Uwe Wassmer       |
| 23 | Germania (bandiera) | P     | Dietmar Hummel    |
| 24 | Germania (bandiera) | P     | Timo Reus         |
| 25 | Germania (bandiera) | A     | Stefan Hampl      |
| 29 | Germania (bandiera) | C     | Tobias Willi      |
| 30 | Turchia (bandiera)  | C     | Ali Güneş         |
| 32 | Tunisia (bandiera)  | A     | Adel Sellimi      |
| 33 | Germania (bandiera) | C     | Mike Rietpietsch  |
| 34 | Slovenia (bandiera) | P     | Boško Bošković    |

## Organigramma societario
Area tecnica
- Allenatore: Volker Finke
- Allenatore in seconda: Karsten Neitzel, Achim Sarstedt
- Preparatore dei portieri:
- Preparatori atletici:

## Calciomercato

### Sessione estiva
| Acquisti | Acquisti         | Acquisti           | Acquisti |
| R.       | Nome             | da                 | Modalità |
| -------- | ---------------- | ------------------ | -------- |
| P        | Richard Golz     | Amburgo            |          |
| D        | Lars Hermel      | Zwickau            |          |
| C        | Thomas Radlspeck | Unterhaching       |          |
| C        | Mike Rietpietsch | Fortuna Düsseldorf |          |
| A        | Adel Sellimi     | Real Jaén          |          |

| Cessioni | Cessioni           | Cessioni         | Cessioni |
| R.       | Nome               | a                | Modalità |
| -------- | ------------------ | ---------------- | -------- |
| D        | Thomas Herz        | Waldhof Mannheim |          |
| C        | Levan K'obiashvili | Dinamo Tbilisi   |          |

### Sessione invernale
| Acquisti | Acquisti           | Acquisti       | Acquisti |
| R.       | Nome               | da             | Modalità |
| -------- | ------------------ | -------------- | -------- |
| C        | Levan Tskitishvili | Dinamo Tbilisi |          |

| Cessioni | Cessioni          | Cessioni            | Cessioni |
| R.       | Nome              | a                   | Modalità |
| -------- | ----------------- | ------------------- | -------- |
| D        | Michael Frontzeck | Borussia M'gladbach |          |
| C        | Thomas Radlspeck  | Grazer AK           |          |

## Risultati

### Bundesliga

#### Girone di andata
| Arbitro: | Fröhlich |

|           |           |                                   |
| Kuntz 73’ | Marcatori | 48’ (rig.) Weißhaupt 72’ Iashvili |

| Arbitro: | Koop |

|              |           |              |
| Iashvili 71’ | Marcatori | 75’ Beinlich |

| Arbitro: | Weber |

|            |           |              |
| O'Neil 77’ | Marcatori | 24’ Hoffmann |

| Arbitro: | Fandel |

|  |           |                      |
|  | Marcatori | 21’ Élber 35’ Strunz |

| Arbitro: | Fleischer |

|  |           |                          |
|  | Marcatori | 83’ Sellimi 90’ Iashvili |

| Arbitro: | Wack |

|                      |           |                             |
| Iashvili 9’ Kohl 62’ | Marcatori | 49’ (rig.) Neun 58’ Hoersen |

| Friburgo in Brisgovia 3 ottobre 1998, ore 15:30 CEST 7ª giornata | Friburgo | 0 – 0 referto | Amburgo | Dreisamstadion (22 500 spett.)\| Arbitro: \| Keßler \| |
| Arbitro:                                                         | Keßler   |               |         |                                                        |

| Arbitro: | Krug |

|                           |           |                                      |
| Aílton 45’ Bogdanović 69’ | Marcatori | 8’ Müller 27’ Hoffmann 41’ Weißhaupt |

| Arbitro: | Buchhart |

|               |           |                           |
| Baya 20’, 65’ | Marcatori | 45’ Chapuisat 52’ Nijhuis |

| Arbitro: | Wagner |

|           |           |            |
| Němec 25’ | Marcatori | 71’ Korell |

| Arbitro: | Strampe |

|  |           |             |
|  | Marcatori | 37’ Hristov |

| Arbitro: | Gettke |

|                                    |           |             |
| Schneider 12’ Epp 37’ Gebhardt 89’ | Marcatori | 23’ Wassmer |

| Arbitro: | Weber |

|          |           |                     |
| Kohl 35’ | Marcatori | 65’ Malz 74’ Hobsch |

| Arbitro: | Wack |

|                                     |           |            |
| Klinkert 17’ Hagner 33’ Polster 48’ | Marcatori | 3’ Wassmer |

| Arbitro: | Aust |

|                  |           |  |
| Iashvili 9’, 42’ | Marcatori |  |

| Arbitro: | Jansen |

|                  |           |  |
| K'obiashvili 36’ | Marcatori |  |

| Arbitro: | Wagner |

|            |           |  |
| Preetz 27’ | Marcatori |  |

#### Girone di ritorno
| Arbitro: | Steinborn |

|          |           |                   |
| Baya 50’ | Marcatori | 90’ Schindzielorz |

| Arbitro: | Heynemann |

|          |           |                      |
| Rink 84’ | Marcatori | 21’ (rig.) Weißhaupt |

| Friburgo in Brisgovia 27 febbraio 1999, ore 15:30 CET 20ª giornata | Friburgo | 0 – 0 referto | Wolfsburg | Dreisamstadion (22 000 spett.)\| Arbitro: \| Buchhart \| |
| Arbitro:                                                           | Buchhart |               |           |                                                          |

| Arbitro: | Weber |

|                                   |           |  |
| Schwinkendorf 30’ (aut.) Daei 79’ | Marcatori |  |

| Arbitro: | Dardenne |

|                                         |           |  |
| K'obiashvili 62’ Baya 81’ Weißhaupt 82’ | Marcatori |  |

| Arbitro: | Keßler |

|             |           |  |
| Beierle 56’ | Marcatori |  |

| Arbitro: | Sippel |

|                 |           |               |
| Yeboah 39’, 48’ | Marcatori | 10’ Weißhaupt |

| Arbitro: | Krug |

|  |           |                           |
|  | Marcatori | 52’ Frings 81’ Bogdanović |

| Arbitro: | Kemmling |

|                         |           |           |
| Barbarez 45’ Ricken 76’ | Marcatori | 18’ Güneş |

| Arbitro: | Strampe |

|  |           |                      |
|  | Marcatori | 70’ Alpuğan 85’ Wolf |

| Arbitro: | Aust |

|  |           |                        |
|  | Marcatori | 38’ Weißhaupt 90’ Baya |

| Arbitro: | Merk |

|                              |           |  |
| Slimane 29’ K'obiashvili 48’ | Marcatori |  |

| Arbitro: | Berg |

|                          |           |  |
| Vanenburg 37’ Hobsch 83’ | Marcatori |  |

| Arbitro: | Stark |

|                     |           |                |
| Baya 41’ Pavlin 87’ | Marcatori | 62’ Hausweiler |

| Arbitro: | Heynemann |

|                          |           |           |
| Thiam 44’, 87’ Bobic 60’ | Marcatori | 33’ Güneş |

| Arbitro: | Dardenne |

|  |           |                       |
|  | Marcatori | 27’ Preetz 70’ Aračić |

| Arbitro: | Kemmling |

|          |           |                |
| Nikl 85’ | Marcatori | 28’, 35’ Güneş |

### Coppa di Germania
| Arbitro: | Kemmling |

|              |           |                   |
| Mehlhorn 31’ | Marcatori | 1’, 38’ Weißhaupt |

| Arbitro: | Aust |

|          |           |  |
| Kuci 54’ | Marcatori |  |

## Statistiche

### Statistiche di squadra
| Competizione      | Punti | In casa | In casa | In casa | In casa | In casa | In casa | In trasferta | In trasferta | In trasferta | In trasferta | In trasferta | In trasferta | Totale | Totale | Totale | Totale | Totale | Totale | DR |
| Competizione      | Punti | G       | V       | N       | P       | Gf      | Gs      | G            | V            | N            | P            | Gf           | Gs           | G      | V      | N      | P      | Gf     | Gs     | DR |
| ----------------- | ----- | ------- | ------- | ------- | ------- | ------- | ------- | ------------ | ------------ | ------------ | ------------ | ------------ | ------------ | ------ | ------ | ------ | ------ | ------ | ------ | -- |
| Bundesliga        | 39    | 17      | 5       | 6       | 6       | 17      | 18      | 17           | 5            | 3            | 9            | 19           | 26           | 34     | 10     | 9      | 15     | 36     | 44     | -8 |
| Coppa di Germania | -     | 0       | 0       | 0       | 0       | 0       | 0       | 2            | 1            | 0            | 1            | 2            | 2            | 2      | 1      | 0      | 1      | 2      | 2      | 0  |
| Totale            | 39    | 17      | 5       | 6       | 6       | 17      | 18      | 19           | 6            | 3            | 10           | 21           | 28           | 36     | 11     | 9      | 16     | 38     | 46     | -8 |

### Andamento in campionato
| Giornata  | 1 | 2 | 3 | 4  | 5 | 6 | 7 | 8 | 9 | 10 | 11 | 12 | 13 | 14 | 15 | 16 | 17 | 18 | 19 | 20 | 21 | 22 | 23 | 24 | 25 | 26 | 27 | 28 | 29 | 30 | 31 | 32 | 33 | 34 |
| --------- | - | - | - | -- | - | - | - | - | - | -- | -- | -- | -- | -- | -- | -- | -- | -- | -- | -- | -- | -- | -- | -- | -- | -- | -- | -- | -- | -- | -- | -- | -- | -- |
| Luogo     | T | C | T | C  | T | C | C | T | C | T  | C  | T  | C  | T  | C  | C  | T  | C  | T  | C  | T  | C  | T  | T  | C  | T  | C  | T  | C  | T  | C  | T  | C  | T  |
| Risultato | V | N | N | P  | V | N | N | V | N | N  | P  | P  | P  | P  | V  | V  | P  | N  | N  | N  | P  | V  | P  | P  | P  | P  | P  | V  | V  | P  | V  | P  | P  | V  |
| Posizione | 3 | 5 | 6 | 10 | 6 | 7 | 8 | 6 | 5 | 8  | 10 | 11 | 12 | 12 | 9  | 11 | 10 | 10 | 11 | 11 | 11 | 9  | 11 | 11 | 13 | 14 | 15 | 12 | 12 | 12 | 11 | 12 | 14 | 12 |

Legenda:

Luogo: C = Casa; T = Trasferta. Risultato: V = Vittoria; N = Pareggio; P = Sconfitta.

### Statistiche dei giocatori
| Giocatore        | Bundesliga | Bundesliga | Bundesliga  | Bundesliga | Coppa di Germania | Coppa di Germania | Coppa di Germania | Coppa di Germania | Totale   | Totale | Totale      | Totale     |
| Giocatore        | Presenze   | Reti       | Ammonizioni | Espulsioni | Presenze          | Reti              | Ammonizioni       | Espulsioni        | Presenze | Reti   | Ammonizioni | Espulsioni |
| ---------------- | ---------- | ---------- | ----------- | ---------- | ----------------- | ----------------- | ----------------- | ----------------- | -------- | ------ | ----------- | ---------- |
| Z. Baya          | 32         | 6          | 6           | 0          | 1                 | 0                 | 0                 | 0                 | 33       | 6      | 6           | 0          |
| B. Bošković      | 0          | 0          | 0           | 0          | 0                 | 0                 | 0                 | 0                 | 0        | 0      | 0           | 0          |
| D. Burić         | 1          | 0          | 0           | 0          | 0                 | 0                 | 0                 | 0                 | 1        | 0      | 0           | 0          |
| B. Diarra        | 16         | 0          | 3           | 1          | 2                 | 0                 | 0                 | 0                 | 18       | 0      | 3           | 1          |
| M. Frontzeck     | 17         | 0          | 4           | 0          | 2                 | 0                 | 0                 | 0                 | 19       | 0      | 4           | 0          |
| R. Golz          | 34         | 0          | 1           | 0          | 2                 | 0                 | 0                 | 0                 | 36       | 0      | 1           | 0          |
| M. Guezmir       | 0          | 0          | 0           | 0          | 0                 | 0                 | 0                 | 0                 | 0        | 0      | 0           | 0          |
| A. Güneş         | 32         | 4          | 4           | 0          | 2                 | 0                 | 0                 | 0                 | 34       | 4      | 4           | 0          |
| S. Hampl         | 4          | 0          | 0           | 0          | 0                 | 0                 | 0                 | 0                 | 4        | 0      | 0           | 0          |
| L. Hermel        | 24         | 0          | 3           | 0          | 1                 | 0                 | 0                 | 0                 | 25       | 0      | 3           | 0          |
| T. Hoffmann      | 20         | 2          | 1           | 0          | 2                 | 0                 | 1                 | 0                 | 22       | 2      | 2           | 0          |
| D. Hummel        | 0          | 0          | 0           | 0          | 0                 | 0                 | 0                 | 0                 | 0        | 0      | 0           | 0          |
| A. Iashvili      | 11         | 6          | 2           | 0          | 2                 | 0                 | 0                 | 1                 | 13       | 6      | 2           | 1          |
| L. K'obiashvili  | 26         | 3          | 5           | 1          | 1                 | 0                 | 0                 | 0                 | 27       | 3      | 5           | 1          |
| R. Kohl          | 28         | 2          | 5           | 0          | 0                 | 0                 | 0                 | 0                 | 28       | 2      | 5           | 0          |
| S. Korell        | 16         | 1          | 6           | 0          | 2                 | 0                 | 0                 | 0                 | 18       | 1      | 6           | 0          |
| S. Müller        | 26         | 1          | 3           | 0          | 2                 | 0                 | 0                 | 0                 | 28       | 1      | 3           | 0          |
| M. Pavlin        | 29         | 1          | 13          | 0          | 2                 | 0                 | 1                 | 0                 | 31       | 1      | 14          | 0          |
| T. Radlspeck     | 1          | 0          | 0           | 0          | 0                 | 0                 | 0                 | 0                 | 1        | 0      | 0           | 0          |
| T. Reus          | 0          | 0          | 0           | 0          | 0                 | 0                 | 0                 | 0                 | 0        | 0      | 0           | 0          |
| M. Rietpietsch   | 13         | 0          | 0           | 0          | 1                 | 0                 | 0                 | 0                 | 14       | 0      | 0           | 0          |
| D. Schumann      | 25         | 0          | 5           | 0          | 0                 | 0                 | 0                 | 0                 | 25       | 0      | 5           | 0          |
| J. Schwinkendorf | 5          | 0          | 0           | 0          | 0                 | 0                 | 0                 | 0                 | 5        | 0      | 0           | 0          |
| A. Sellimi       | 30         | 1          | 2           | 0          | 2                 | 0                 | 1                 | 0                 | 32       | 1      | 3           | 0          |
| M. Slimane       | 22         | 1          | 4           | 0          | 2                 | 0                 | 0                 | 0                 | 24       | 1      | 4           | 0          |
| L. Tskitishvili  | 14         | 0          | 2           | 0          | 0                 | 0                 | 0                 | 0                 | 14       | 0      | 2           | 0          |
| U. Wassmer       | 17         | 2          | 0           | 0          | 0                 | 0                 | 0                 | 0                 | 17       | 2      | 0           | 0          |
| M. Weißhaupt     | 28         | 6          | 0           | 1          | 1                 | 2                 | 0                 | 0                 | 29       | 8      | 0           | 1          |
| T. Willi         | 2          | 0          | 1           | 0          | 0                 | 0                 | 0                 | 0                 | 2        | 0      | 1           | 0          |